# Dománovice
Dománovice település Csehországban, a Kolíni járásban. Dománovice Polní Chrčice, Radovesnice II és Choťovice településekkel határos. Lakosainak száma 112 fő (2024. január 1.).

## Népesség
A település lakosságának változását az alábbi diagram mutatja:
| Lakosok száma | 165  | 189  | 238  | 174  | 149  | 132  | 115  | 118  | 111  | 112  |
|               | 1869 | 1890 | 1921 | 1950 | 1980 | 2001 | 2017 | 2019 | 2022 | 2024 |